# Răcoasa
Răcoasa é uma comuna romena localizada no distrito de Vrancea, na região de Moldávia. A comuna possui uma área de 89.90 km² e sua população era de 3547 habitantes segundo o censo de 2007.